# Nedašovce
Nedašovce (Hongaars: Nyitranádas) is een Slowaakse gemeente in de regio Trenčín, en maakt deel uit van het district Bánovce nad Bebravou.
Nedašovce telt 422 inwoners.